# 星間空間
星間空間（せいかんくうかん、英語: Interstellar Space）とは、銀河内の各々の恒星と恒星の間に広がる空間である。なお、太陽風勢力圏といった各恒星の影響が及ぶ空間は「惑星間空間」、各銀河の間の空間は「銀河間空間」とされており、星間空間とは区別されている。星間空間には、水素などからなる星間ガス、固体微粒子からなる星間ダスト、宇宙線や星間磁場、電磁波といった非熱的高エネルギー粒子が存在する（星間ガス・星間ダストを併せて星間物質、さらに非熱的高エネルギー粒子をあわせて広義の星間媒質と呼ばれる）。
宇宙探査機のボイジャー1号は2012年に星間空間に到達。ボイジャー2号は2018年に太陽風と星間物質がぶつかり合う境界（ヘリオポーズ）を通過し、星間空間に達した。